# 34 Pułk Piechoty (austro-węgierski)

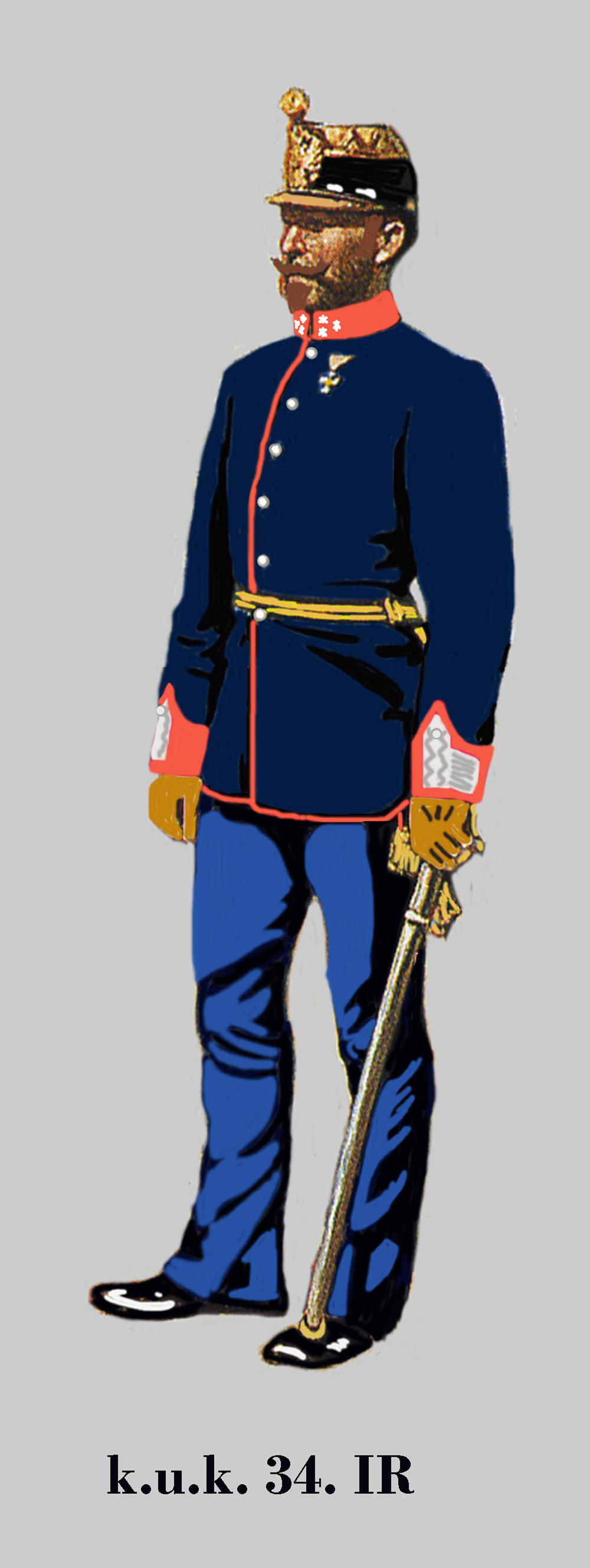
Kapitan IR. 34 w mundurze paradnym

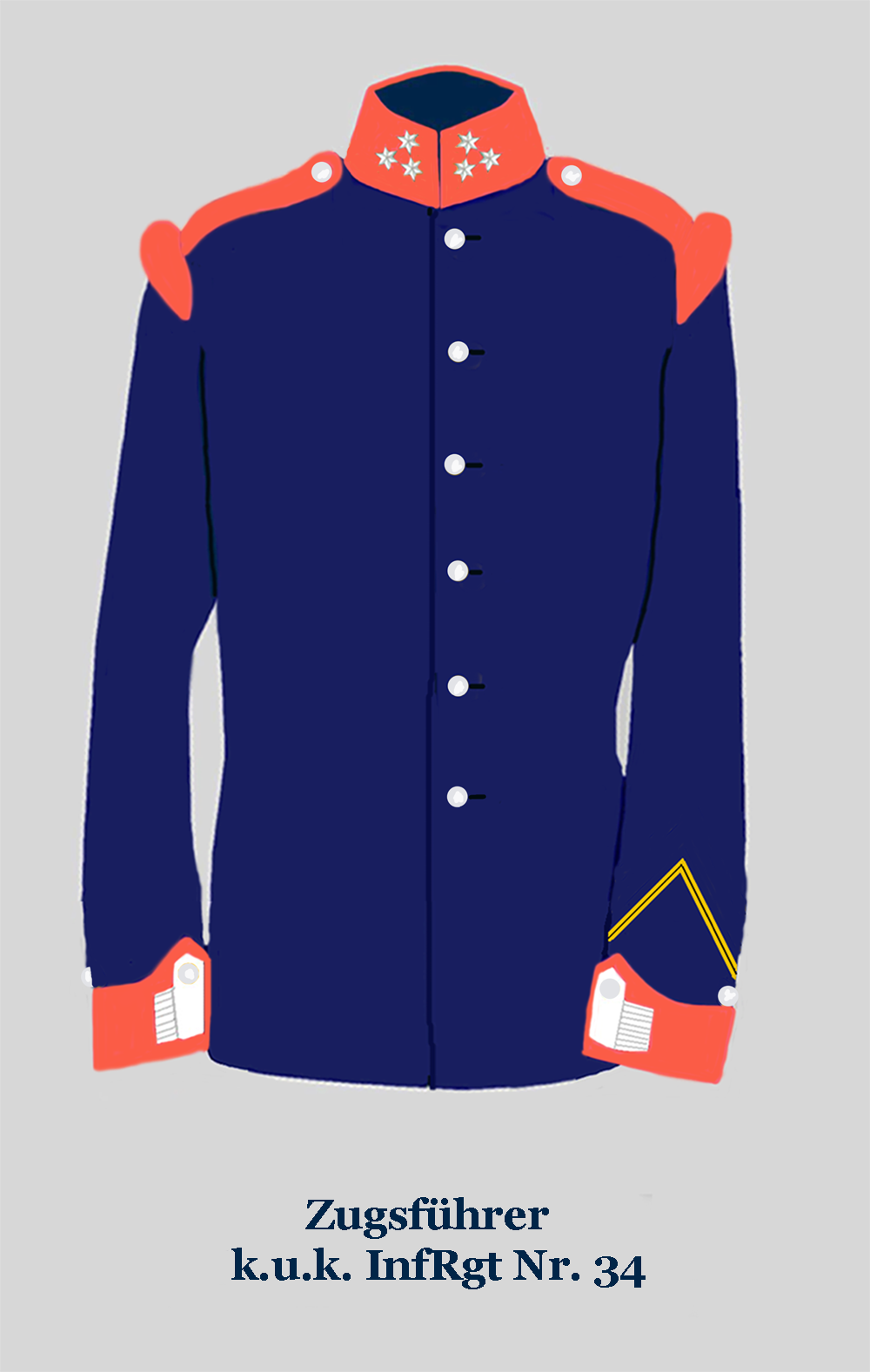
Kurtka munduru plutonowego IR. 34

Węgierski Pułk Piechoty Nr 34 (IR. 34) – pułk piechoty cesarskiej i królewskiej Armii. 

## Historia pułku
Pułk został utworzony w 1733 roku. 
Okręg uzupełnień nr 34 Koszyce (niem. Kaschau, węg. Kassa) na terytorium 6 Korpusu.
Kolejnymi szefami pułku byli: FML Joseph von Benczur (od 1827), Wilhelm I Hohenzollern (od 1841, jako książę, od 1858, jako książę regent, od 1861, jako król Prus oraz w latach 1871–1888, jako cesarz niemiecki i król Prus) oraz Wilhelm II Hohenzollern (od 1888, jako cesarz niemiecki i król Prus).
Swoje święto obchodził 3 lutego, w rocznicę walki (niem. Erstürmung des Königsberges) stoczonej w 1864 roku, w trakcie wojny duńskiej.
Kolory pułkowe: czerwony (krapprot), guziki srebrne. 
Skład narodowościowy w 1914 roku 91% – Węgrzy.
W 1873 roku dowództwo, komenda uzupełnień oraz batalion zapasowy stacjonowały w Koszycach.
W 1903 roku pułk (bez 3. batalionu) stacjonował w Koszycach i wchodził w skład 53 Brygady Piechoty należącej do 27 Dywizji Piechoty, natomiast 3. batalion był detaszowany w Zvorniku i wchodził w skład 39 Brygady Piechoty należącej do 1 Dywizji Piechoty. W następnym roku 3. batalion wrócił do Koszyc i wzmocnił 53 Brygadę Piechoty.
W latach 1909–1914 pułk stacjonował w Koszycach, z wyjątkiem 2. batalionu, który był detaszowany w Rogaticy.
W 1914 roku pułk (bez 2. batalionu) wchodził w skład 53 Brygady Piechoty w Koszycach należącej do 27 Dywizji Piechoty, natomiast detaszowany 2. batalion wchodził w skład 7 Brygady Górskiej w Višegradzie należącej do 1 Dywizji Piechoty.
W czasie I wojny światowej, w grudniu 1914 roku, pułk walczył z Rosjanami w okolicach Bochni. Żołnierze pułku są pochowani m.in. na cmentarzach wojennych: nr 338 Nieprześnia i nr 145 Gromni. W marcu 1915 roku walczył w okolicach Jędrzejowa.

## Komendanci pułku
- płk Aurelius Orstein (1873)
- płk Friedrich Kermpotich (1903[6] – 1906 → komendant 70 Brygady Piechoty)
- płk Georg Mladenoviċ (1906 – 1910)
- płk Maximilian Nöhring (1910 – 1914[1] → komendant 5 Brygady Górskiej)
- płk Wendelin Colerus von Geldern (1915)